# SledovaniTV
SledovaniTV je digitální televize IPTV provozovaná společností sledovanitv.cz s.r.o. Je dostupná v Česku, pod názvem SledovanieTV na Slovensku, pod názvem Televio mezi lety 2021-2024 také v Polsku a v letech 2022-2024 v Chorvatsku. Umožňuje sledování televizního vysílání přes internet na různých zařízeních – počítači, telefonu, televizi a dalších zařízeních.

## Historie
Společnost byla založena v roce 2013 Ivanem Novotným a Luďkem Svobodou v Brně. Nejdříve službu poskytovali lokálním poskytovatelům internetu ISP. Ve stejném roce expandovali také na slovenský trh pod názvem SledovanieTV. Od roku 2017 je služba dostupná pro širokou veřejnost na principu OTT. Přístup k ní má tedy každý zákazník bez omezení na konkrétního internetového poskytovatele. 

### Expanze do Polska a Chorvatska
Společnost rozšířila své působení do Polska ve dvou etapách. V roce 2019 vzniklo ve spolupráci s polskými internetovými operátory Ovigo, služba dostupná právě přes poskytovatele internetu. Druhou fází bylo v roce 2021 založení Televio PL, veřejně dostupné OTT služby pro polský trh. Na konci roku 2022 došlo k rozšíření služby do již 4. evropského státu – do Chorvatska, vzniklo tedy Televio HR. Oba trhy firma opustila v roce 2024.

## Vývoj platformy
Kompletní technologické řešení, včetně aplikací pro všechna dostupná zařízení, si společnost vytváří sama v rámci vlastních vývojových týmů. Technické řešení pak prodává dceřiná společnost ModernTV zahraničním zákazníkům – do států jižní Ameriky, Afriky či Skandinávie. ModernTV se v roce 2021 umístila na 28. místě v žebříčku Deloitte Technology Fast 50 Central Europe 2021 pro Českou republiku. O rok později se ve stejném žebříčku umístila na 29. místě.

### Podporovaná zařízení
Aplikace je dostupná pro mobilní telefony, televize, set-top boxy i na webu. Uživatelé si mohou stáhnout aplikaci do telefonů a tabletů se systémem Android, iOS i Huawei/Honor, do SmartTV značky LG, Samsung, Hisense a Panasonic nebo přístrojů od výrobce Vestel. Je dostupná také pro všechny televize se systémem AndroidTV, dále jsou dostupné aplikace pro TV boxy se systémem AndroidTV, Apple TV, nVidia Shield, Amazon Fire TV a Roku TV. Několik typů podporovaných set-top boxů společnost svým zákazníkům nabízí přímo k prodeji. Aplikaci je možné instalovat také na Apple Watch.

## Funkce
SledovaniTV umožňuje sledovat televizní vysílání kdykoliv a kdekoliv. Obsah lze zhlédnout až 30 dní zpětně, libovolně zastavovat, přetáčet, nebo přeskakovat reklamy. Další specifickou funkcí jsou nahrávky, které mají uživatelé k dispozici až 8 měsíců po odvysílání na jakémkoli spárovaném zařízení. U některých kanálů je dostupná možnost přepnutí zvukové stopy do cizího jazyka, případně zapnutí titulků.

### Doplňkové funkce
Kromě základních funkcí, které získají uživatelé spolu se zakoupením některého ze základních balíčků, je možné přikoupit si balíčky s doplňkovými funkcemi – spárování vícero zařízení, zvýšení limitu nahrávek na 120 hodin nebo balíček Prima bez reklam. Ten umožňuje přeskakovat reklamy při zpětném přehrávání kanálů FTV Prima. Reaguje tak nová pravidla, která tato televizní skupina v červnu 2022 zavedla. 

## Programy
V roce 2022 byla nabídka televizních stanic rozdělena do tří základních balíčků – Základ, Standard a Premium. Nabídku doplňují tematicky zaměřené kanály – dokumentární, filmové, dětské, erotické, atd. Celkem je k divákům k dispozici přes 200 televizních kanál. Kromě českých stanic mohou diváci sledovat i zahraniční kanály – slovenské, německé, rakouské a polské stanice, francouzské zpravodajský kanál France 24, ale i několik ukrajinských stanic. 
Součástí služby jsou kromě televizních stanic také přístupy do videoték (VOD) Edisonline OD, FilmBox OD a Starmax.